# Башня Эврика
Башня Эврика (англ. Eureka Tower) — самый высокий небоскрёб Мельбурна и один из высочайших на австралийском континенте. Высота сооружения 297 метров (91 этаж и 1 подземный). Строительство объекта было начато в августе 2002 года и закончено 1 июня 2006 года. Официальное открытие небоскрёба состоялось 11 октября 2006 года. Проект сооружения был разработан мельбурнским архитектурным агентством «Fender Katsalidis Australia», строительство же велось австралийской компанией «Grollo Australia». На 88 этаже строения находится площадка для обозрения. Eureka Tower является самым высоким жилым зданием в мире, если считать количество этажей, однако, если учитывать шпиль здания, то самым высоким жилым домом является другая австралийская башня Q1 Tower.

## Название
Небоскрёб Eureka Tower назван в честь восстания на прииске Эврика в штате Виктория, состоявшегося в 1854 году, в годы австралийской «золотой лихорадки». Это событие также отразилось не только в названии, но и на дизайне сооружения, в котором присутствует элемент золотой короны, символизирующей «золотую лихорадку», и красная полоса — символ крови, пролитой во время восстания. Синее стекло, покрывающее большую часть поверхности небоскрёба, отражает синий фон флага восставших, а белые линии — шкалу на мерной лейке золотоискателей.

## Высота
Если считать количество этажей или высоту крыши, Eureka Tower является самым высоким жилым зданием в мире. Высота небоскрёба составляет 297 м, включая 91 наземный этаж и 1 подземный. Eureka Tower — самое высокое здание Мельбурна.
Подземный этаж и первые 9 наземных этажей занимает парковка. Причиной, почему в здании нет подземного паркинга, стало близкое расположение здания к воде, в том числе, к реке Ярра. Общее количество жилых этажей — 84.

## Строительство
Строительство Eureka Tower было начато в августе 2002 года и окончено в июне 2006 года.
При строительстве небоскрёба использовался бетон с применением метода подвижной опалубки. Всего было израсходовано 110 000 тонн бетона, а также 5000 тонн арматурной стали, стоимость строительства — около 500 млн австралийских долларов. Верхние десять этажей Eureka Tower имеют остекление с покрытием из чистого золота в 24 карата.
Официальное открытие здания состоялось 11 октября 2006 года.

## Галерея

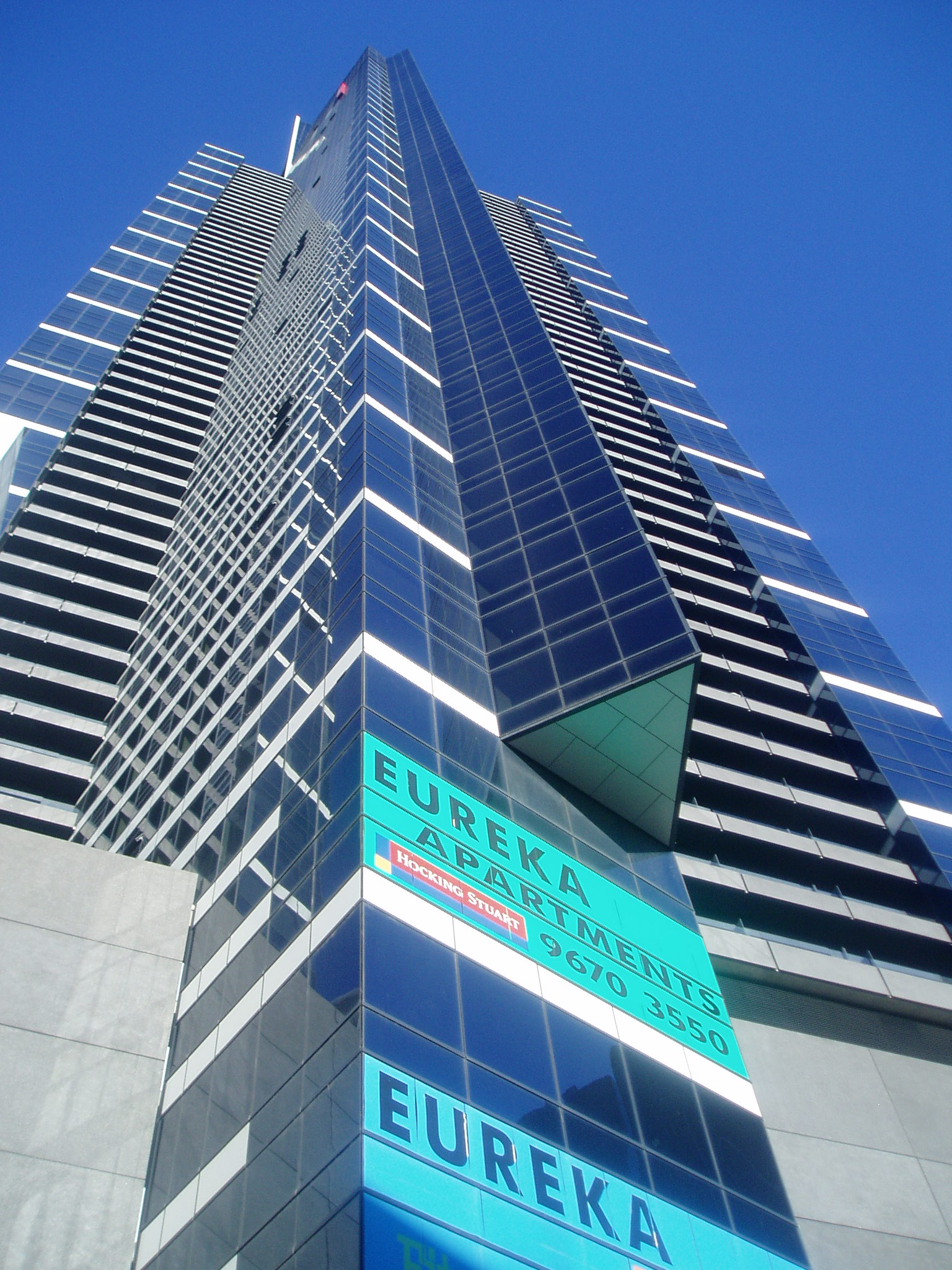
Вблизи небоскрёба.
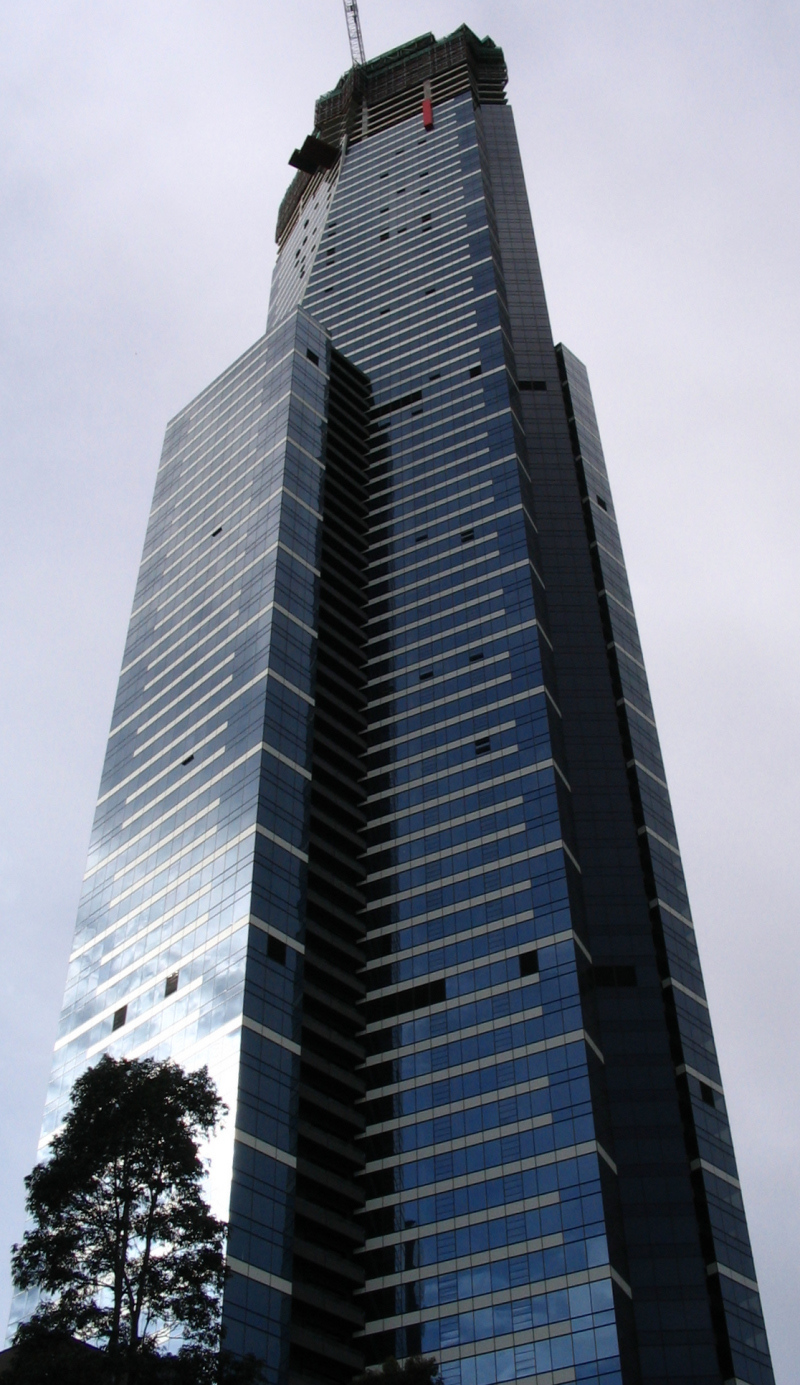
Башня во время строительства
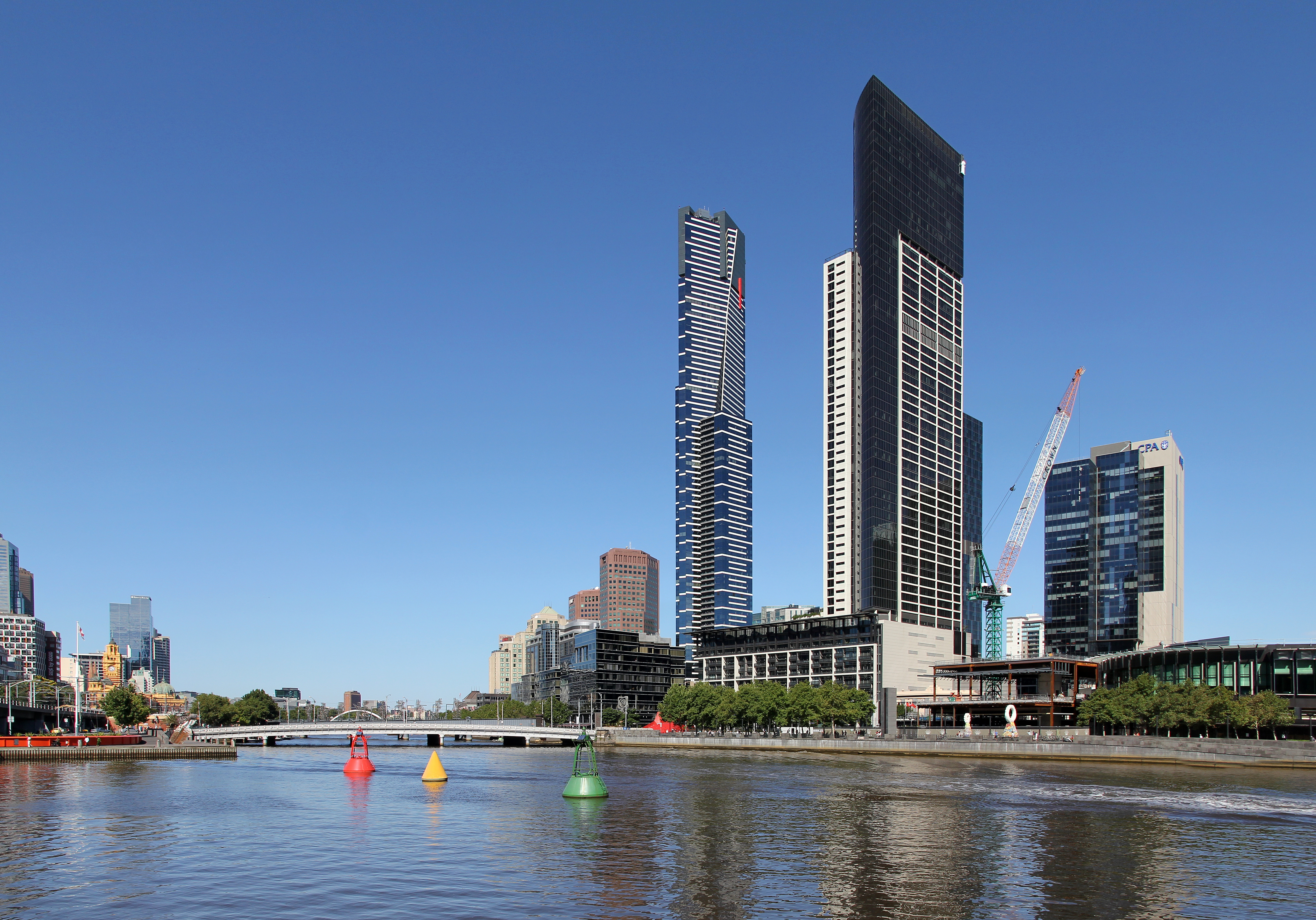
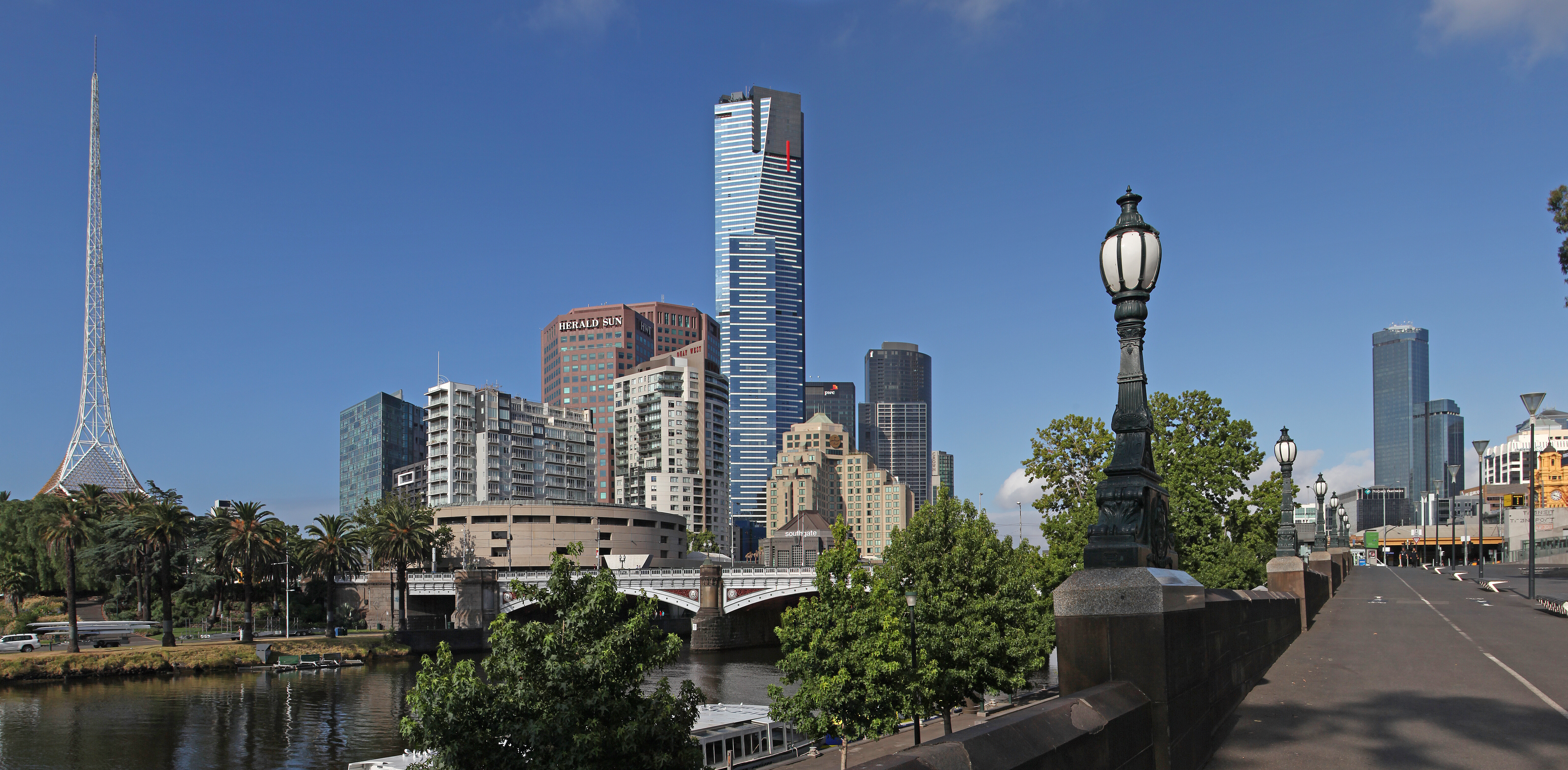
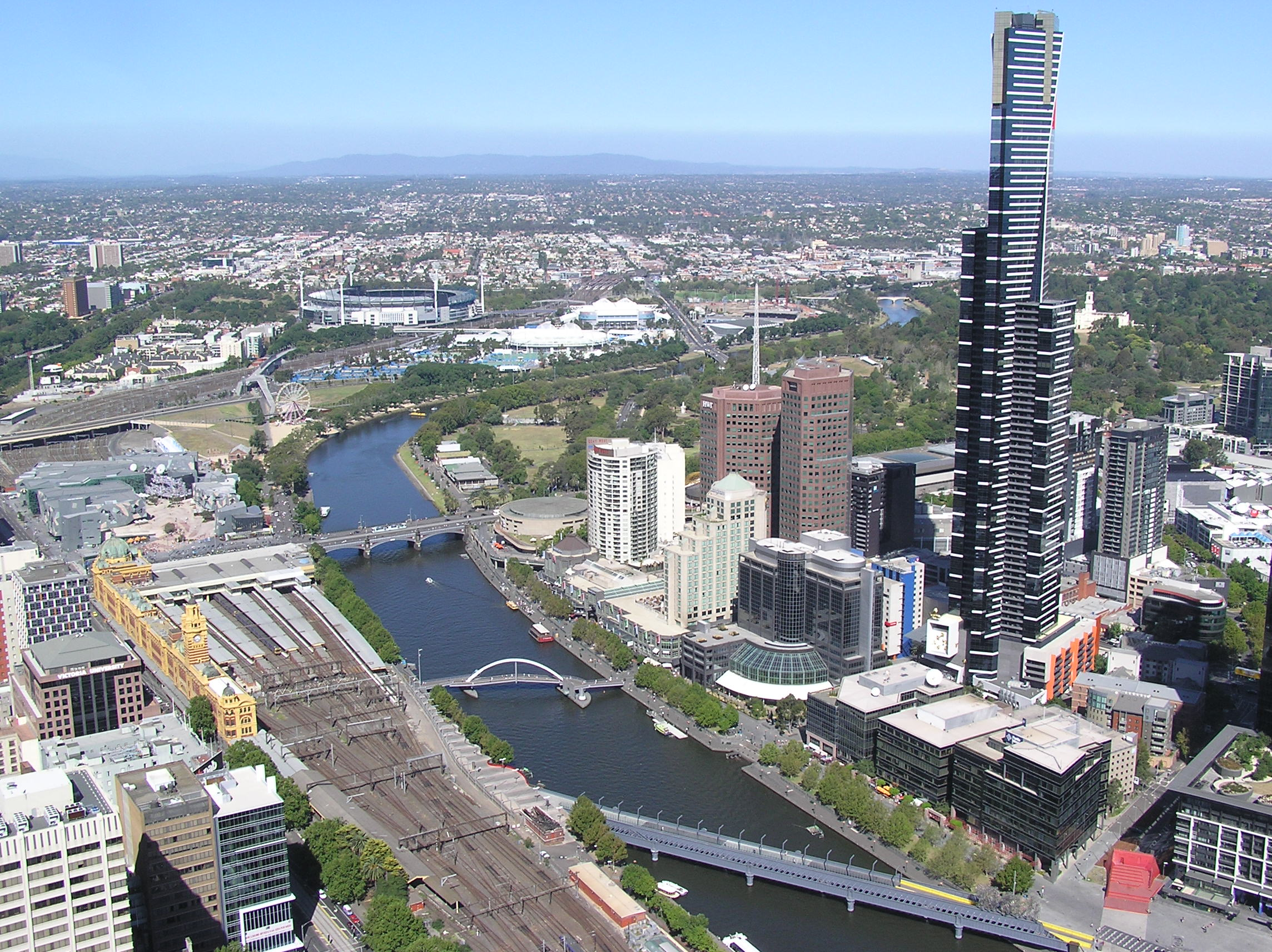